# 布里德韋爾峰
布里德韋爾峰（英語：Bridwell Peak）是南極洲的山峰，座標71°56′S 166°28′E，位於維多利亞地的博克格雷溫克海岸，處於博斯峰東南面11公里，屬於勝利山脈的一部分，海拔高度2,220米（7,280英尺），美國地質調查局根據測量和美國海軍拍攝的空中照片繪入地圖，現時由南極條約體系管理。